# استجابة عينية حركية

رأرأة أفقية (تذبذب المقلتين السريع اللإرادي).

الاستجابة العينية الحركية (بالإنجليزية: optokinetic response)‏ هي مزيج من حركات العين بالطور-البطئ والطور-السريع. تظهر الاستجابة العينية الحركية عندما يتابع المريض بعينيه حركة جسم متحرك، حتى إذا انتقل هذا الجسم خارج مجال الرؤية فعندها تتحرك العين إلى الوضع الذي كانت عليه عندما رأت هذا الجسم في المرّة الأولى. تنشأ هذه الاستجابة في الطفل عندما يكون عمره حوالي 6 أشهر. 
أما "الرأرأة العينية الحركية" (بالإنجليزية: Optokinetic nystagmus)‏ واختصارها (OKN) فهي رأرأة تحدث استجابةَ لحركة دورانية، وهي موجودة بشكل طبيعي في الإنسان. تسمح الاستجابة العينية الحركية للعين بمتابعة الأجسام أثناء حركتها بينما يكون الرأس ثابتاَ (على سبيل المثال، مراقبة أعمدة الهاتف على جانب الطريق أثناء السفر بالسيارة، أو مراقبة الأجسام الثابتة أثناء المشي للأمام).

## إستثارة الرأرأة العينية الحركية
إذا توفرت الأُسْطُوَانَة العينية الحركية (بالإنجليزية: Optokinetic drum)‏، أَدِر طبل الأسطوانة أمام المريض واطلب منه النظر إلى الأسطوانة أثناء دورانها بينما يتم تدويرها ببطء.
إذا لم يتوفر وجود أُسْطُوَانَة عينية حركية، فحرك شريط من الورق به شرائط طولية متناوبة بعرض 2 بوصة (5 سم) باللون الأبيض ثم الأسود عبر المجال البصري للمريض، ومرر شريط الورق أمام عين المريض على المسافة المُعتادة للقراءة واطلب من المريض النظر إليها بينما يتم إمرار الشرائط المتتابعة بسرعة.
تتكون الرأرأة من مراحل بطيئة في البداية في اتجاه التحفيز (تتابعات سلسة)، تليها مراحل تصحيحية سريعة (حركة العين السريعة الغير عادية).
توجد طريقة أخرى فعّالة، وهي وضع مرآة أمام المريض ثم تدوير المرآة ببطء إلى كل من جانبي وجه المريض. الشخص ذو المسار البصري السليم سوف يحافظ على اتصال عينيه مع صورته في المرآة. هذا التحفيز العيني الحركي القاهر له ردة فعل (منعكس) بحركات عين بطيئة.

## في التشخيص
في النظر السليم الطبيعي، تظهر الرأرأة بوضوح عند البالغين وعند الأطفال، ووجودها (الرأرأة) يدل على مسار بصري سليم.
يمكن أن تُستخدم الرأرأة العينية الحركية (OKN) كتقييم خام للنظام البصري[بحاجة لمصدر] ولا سيما في الأطفال الرضع.
إذا كان هناك اشتباه في عمى مصطنع (بالإنجليزية: factitious blindness)‏ أو تمارض (إدعاء المرض)، تحقق من الرأرأة العينية الحركية (OKN) لتحديد ما إذا كان المسار البصري سليماً.

## وصلات خارجية
- اختبار الرأرأة.